# Juan Jesús Posadas Ocampo

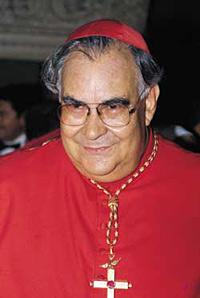
Juan Jesús Posadas Ocampo

Juan Jesús Posadas Ocampo (Salvatierra, 10 november 1926 – Guadalajara, 24 mei 1993) was aartsbisschop van Guadalajara en kardinaal binnen de Rooms-Katholieke Kerk.
Juan Jesús Posadas Ocampo studeerde aan het seminarie van Morelia. In 1950 werd hij tot priester gewijd. In 1970 werd hij bisschop van Tijuana, in 1982 bisschop van Cuernavaca, en in 1987 werd hij aartsbisschop van Guadalajara. In 1991 werd hij door paus Johannes Paulus II in het kardinaalscollege opgenomen.
Op 24 mei 1993 werd hij vermoord. Volgens de autoriteiten was hij het slachtoffer van een shoot-out tussen twee drugsbendes, en zou hij door een van hen abusievelijk zijn aangezien voor drugsbaron El Chapo Guzmán. De kerkelijke autoriteiten hebben die versie van dat verhaal altijd tegengesproken, en vermoeden dat de kardinaal werd vermoord omdat hij erachter was gekomen dat politici banden hadden met drugskartels. Verschillende kopstukken van de regerende Institutioneel Revolutionaire Partij (PRI) werden in verband gebracht met de moord, onder wie president Carlos Salinas de Gortari.
Na de verkiezingsoverwinning van oppositiekandidaat Vicente Fox in 2001 werd de zaak heropend. In 2005 werd Humberto Rodriguez Banuelos, lid van het drugskartel van Ramón Arellano Félix, tot 40 jaar gevangenisstraf veroordeeld wegens de moord.
Posadas werd opgevolgd door Juan Sandoval Íñiguez.
- Gemeinsame Normdatei: 132063506
- International Standard Name Identifier: 0000 0000 3026 6556
- Library of Congress Control Number: n94070011
- Nationale Bibliotheek van Israël: 987007349759005171
- SNAC: w68n205v
- Virtual International Authority File: 10996407
- WorldCat: E39PBJjRRwvwJJHTFpQykJkJjC